# Елі Жозеф Картан
Елі Жозеф Картан (фр. Élie Joseph Cartan, 9 квітня 1869, Доломьє, Ізер, Франція — 6 травня 1951, Париж) — французький математик, член Паризької АН з 1931. Батько математика Анрі Картана.
Закінчив знамениту Вищу нормальну школу. Був учнем Гастона Дарбу та Софуса Лі. Він зробив значний внесок у диференціальну геометрію, (особливо важлива теорія зовнішніх форм), теорію неперервних груп і їх представлень (особливо груп Лі, де він заклав основу алгебраїчної теорії груп Лі і описав подання напівпростору груп Лі) і теорію диференціальних рівнянь.
Також важливі роботи в області математичної фізики. Після того, як А. Ейнштейн створив загальну теорію відносності Елі Картан став займатися єдиною теорією поля. Хоча успіхів у фізиці на цьому шляху йому не вдалося домогтися, його теорія просторів з крученням має важливе значення для теорії торсіонних полів (до сумнівних спекуляцій типу лікування атеросклерозу і раку або підвищення врожайності за допомогою торсіонних полів Картан не має ніякого відношення).
Нагороджений премією Лобачевського в 1937.
На честь Елі Картана названий кратер на Місяці та астероїд головного поясу 17917 Картан. Французька академія наук раз на три роки присуджує премію Елі Картана науковцям-математикам за здобутки у розв'зуванні складних математичних задач.

## Учні
- Шарль Ересманн